# Чоловік і жінка: 20 років потому
Чоловік і жінка: 20 років потому (фр. Un homme et une femme: Vingt ans déjà, досл. «Чоловік і жінка, 20 років уже») — французький драматичний фільм 1986 року режисера Клода Лелуша, який є продовженням фільму Лелуша 1966 року. Фільм Людина та жінка. Він був показаний поза конкурсом на Каннському кінофестивалі 1986 року. У 2019 році вийшло продовження обох фільмів «Найкращі роки життя» з Трінтіньяном і Емі в головних ролях.